# Ola Vincent
Olatunde Olabode Vincent (16 de mayo de 1925-3 de septiembre de 2012) fue un economista y banquero nigeriano que fue gobernador del Banco Central de Nigeria entre 1977 y 1982.

## Biografía
Vicente nació el 16 de mayo de 1925 en Lagos. Asistió a la escuela secundaria CMS de Lagos (1936-1939). Sirvió en las Fuerzas Armadas de Nigeria entre 1942 y 1946, y luego trabajó en la Oficina del Secretario de Finanzas de Lagos entre 1946 y 1956. En 1951 asistió a la Escuela Superior del Personal Administrativo en Inglaterra, y desde 1953 hasta 1956 cursó estudios en la Universidad de Mánchester. De 1957 a 1960 fue profesor de medio tiempo en Economía en la Universidad de Ibadán.
Vincent fue Secretario Auxiliar Superior en el Ministerio de Finanzas de Nigeria (1959-1961) y luego se trasladó al Banco Central de Nigeria (CBN) como Asistente de Gerente General, para luego convertirse en Gerente General de CBN en 1963 a 1966. Él fue director en el Banco de Desarrollo Industrial de Nigeria (1964-1966). Vincent fue nombrado vicepresidente en el Banco Africano de Desarrollo en Abiyán, Costa de Marfil (1966-1973). Volvió al Banco Central de Nigeria en 1973 como Asesor, luego como Vicegobernador en 1975 y Gobernador de 1977 a 1982. Vincent fue nombrado Comendador de la República Federal (CFR) en 1982.
Ola Vincent murió el lunes 3 de septiembre de 2012 en un hospital. Tenía 87 años de edad.